# Johann Fischer (Maler)
Johann Fischer (* 5. Oktober 1919 in Eggendorf am Wagram, Niederösterreich; † 23. September 2008) war ein österreichischer bildender Künstler.

## Biografie
Johann Fischer wurde am 5. Oktober 1919 als drittes von sieben Kindern in Eggendorf am Wagram, Niederösterreich geboren. Seine Eltern betrieben eine kleine Landwirtschaft mit Weinbau. Fischer absolvierte eine Lehre als Bäcker. 1940 wurde er als Soldat zur deutschen Wehrmacht einberufen und geriet in amerikanische Kriegsgefangenschaft. Nach Kriegsende und seiner Rückkehr übernahm er den elterlichen Hof. 1957 begab sich Fischer das erste Mal in psychiatrische Behandlung. Ab 1961 wurde er dauerhaft Patient in der damaligen „Heil- und Pflegeanstalt Gugging“. 1982 bezog er seinen Platz im von dem Psychiater Leo Navratil gegründeten „Zentrum für Kunst-Psychotherapie“, dem heutigen Haus der Künstler, Maria Gugging. Angeregt von seinem kreativen Umfeld dort, griff Fischer bald selbst zu Zeichenmaterialien und begann regelmäßig zu zeichnen. Bereits 1983 beteiligte er sich an einer Ausstellung der Künstler aus Gugging im damaligen Museum des 20. Jahrhunderts Wien. Ab 1984 entstanden die für sein Schaffen zentralen, komplexen Bildgewebe aus Zeichnung und Schrift. 

## Werk
Im Zentrum von Johann Fischers Schaffen stehen dicht verwobene Kompositionen aus Zeichnung und Schrift, die sich mit Themenbereichen wie Familie, Landwirtschaft, Katholizismus und der politischen Lage in Österreich auseinandersetzen. Seine verwendeten Materialien waren Bleistift und Farbstift. Auf großformatigen Blättern zeichnete Fischer in leuchtender Farbigkeit Menschen, Tiere, Pflanzen und Maschinen, um die er schriftliche Ausführungen gruppierte, deren Leserichtung durch ein Nummernsystem vorgegeben ist. Die Schriftelemente in Fischers Werk haben dabei den Charakter einer individuellen Kalligrafie, die der Künstler selbst als „Inschriftierungen“ bezeichnete.

## Einzelausstellungen
- 1990: Johann Fischer, Galerie Susanne Zander, Köln.
- 1993: Johann Fischer, Galerie Charlotte Zander, München.

## Gruppenausstellungen (Auswahl)
- 1983: Museum des 20. Jahrhunderts, Wien.
- 1985: Die Künstler aus Gugging, Aargauer Kunsthaus, Aarau.
- 1991:  Phyllis Kind Gallery, New York.
- 1993: Gugging la casa degli artisti, Fondazione Galleria Gottardo, Lugano.
- 1994: Tigerlachen – Löwentreiben, Galerie Curtze, Wien.
- 1995: Miteinander – Gegeneinander, Galerie Susanne Zander, Köln.
- 1997: Autonomes CulturCentrum, Weimar.
- 2004: Slowakische Nationalgalerie, Bratislava.
- 2006: Objet Trouvé, Paris.
- 2009: gugging classics 2.!, museum gugging, Maria Gugging; gugging.! in Wien, Bank Austria Kunstforum, Wien.
- 2011: gugging classics 4.!, museum gugging, Maria Gugging.
- 2013: weltallende – august walla und die künstler aus gugging, Werner Berg Museum, Bleiburg; small formats.!, museum gugging, Maria Gugging.
- 2014: gugging meisterwerke.!, museum gugging, Maria Gugging; Faces from Gugging, kunst galerie fürth, Fürth.
- 2017: Gugging. The crazed in the Hot Zone, Galerie Christian Berst, Paris.
- 2018–2021: gehirngefühl.! kunst aus gugging von 1970 bis in die gegenwart, museum gugging, Maria Gugging.[2]

## Auszeichnungen
- 1990: Oskar-Kokoschka-Preis, gemeinsam mit der Gruppe der Künstler aus Gugging.